# Borovany (Píseki járás)
Borovany település Csehországban, Píseki járásban. Borovany Bernartice, Dražíč és Radětice településekkel határos. Lakosainak száma 207 fő (2024. január 1.).

## Népesség
A település lakosságának változását az alábbi diagram mutatja:
| Lakosok száma | 471  | 487  | 471  | 308  | 266  | 219  | 209  | 220  | 202  | 207  |
|               | 1869 | 1890 | 1921 | 1950 | 1980 | 2001 | 2017 | 2019 | 2022 | 2024 |